# Jules Dubern de Boislandry
 (octobre 2019).
Si vous disposez d'ouvrages ou d'articles de référence ou si vous connaissez des sites web de qualité traitant du thème abordé ici, merci de compléter l'article en donnant les références utiles à sa vérifiabilité et en les liant à la section « Notes et références ».
Pour les articles homonymes, voir Dubern.
Jules Dubern, puis Dubern de Boislandry, né le 26 juillet 1800 (7 thermidor An VIII) à Bordeaux et mort le 22 octobre 1880 à La Ferté-Gaucher, est un magistrat et écrivain français.

## Biographie
La famille Dubern est originaire des environs du bourg d'Arzacq, aux confins de la Chalosse et du Béarn.
Jules Dubern était le fils de Charles Dubern (1767-1834), commissaire de la marine (1792-1795) puis courtier, et de Françoise Le Grand de Boislandry (1777-1859).
Élevé à Paris, dans le Marais, et au château de Champgueffier, en Brie, chez son grand-père, Louis Le Grand de Boislandry, il fréquente le collège Sainte-Barbe et la faculté de droit de Paris où il a pour ami Jules Dufaure. Devenu avocat, puis magistrat, il est juge au tribunal de Meaux sous la Monarchie de Juillet.
Il possédait le château de Saint-Martin-du-Boschet à la Ferté-Gaucher, propriété venant de sa femme.
Par décret de 1864 Jules Dubern a été autorisé  à ajouter à son nom de naissance le nom de Boislandry, éteint dans les mâles en 1857 dans la famille Le Grand de Boislandry.
Marié le 24 novembre 1832 à Meaux  avec Louise Aimée Denise Bajot d'Argensol, il a deux fils et une fille, Mathilde, baronne de Cambourg. Ses deux fils, Albert et Paul Dubern de Boislandry, ont servi comme capitaines de la Garde nationale mobile pendant le Siège de Paris (1870), à la fin duquel Albert est mort de ses blessures.
Jules Dubern était membre de l'Institut historique.

## Œuvres
- Notice statistique sur l'arrondissement de Meaux, novembre 1833, [lire en ligne]
- De la colonisation et de la colonie algérienne, 1834, [lire en ligne]
- Histoire des reines et régentes de France et des favorites des rois Childeric I à Henry III, 354 pages, A. Pougin, Paris, 1837, [lire en ligne], commentaire publié dans la Revue britannique, tome quatorzième, 1838, [lire en ligne]
- Le Tasse, épisode historique du XVIe siècle, 206 pages, Truchy, Paris, 1848, opuscule sur le poète italien Le Tasse
- Influence des femmes sur les destinées de la France, Dentu, Paris, 1867

## Pour approfondir